# Pseudonezumia parvipes
Pseudonezumia parvipes és una espècie de peix de la família dels macrúrids i de l'ordre dels gadiformes.

## Morfologia
- Els mascles poden assolir 30 cm de llargària total.[5][6]

## Hàbitat
És un peix d'aigües profundes que viu entre 1992-2308 m de fondària.

## Distribució geogràfica
Es troba a Indonèsia i Nova Caledònia.